# 井田毅
井田 毅（いだ たけし、1930年（昭和5年）1月13日 - 2013年（平成25年）8月20日）は、日本の実業家。サンヨー食品の創業者で、同社社長としてインスタントラーメン商品「サッポロ一番」の開発に携わった。後任社長の井田純一郎は子。

## 経歴
群馬県前橋市出身。旧制巣鴨経済専門学校（現千葉商科大学）卒業。父の井田文夫と共に、1953年（昭和28年）に「富士製麺」を設立し、これがサンヨー食品の創業となる。この「富士製麺」は、1961年（昭和36年）に「サンヨー食品」という会社となる。井田毅を実質的な創業者とするサイトもある。
札幌で食べた大宮守人のラーメンに注目し、「サッポロ一番」という商標のインスタントラーメンの開発に携わり、1966年（昭和41年）に「サッポロ一番」を売り出す。「サッポロ一番」のインスタントラーメンが、全国的に広まり売れわたる。
1975年（昭和50年）、サンヨー食品株式会社の社長に就任する。1998年（平成10年）、社長の職を辞して、相談役に退く。
2013年（平成25年）8月20日に、肺炎のため83歳で死去。
「もう一人のラーメン王」と安藤百福と共に語られることもある。

## 親族
- 祖父・井田金七
- 伯父・井田金七（前名・保一）
- 父・井田文夫
- 長男・井田純一郎

## 関連書籍
- もう一人のラーメン王 サンヨー食品創業者 井田毅 物語 日本経済新聞社、2012年11月[6]